# Torakusu Yamaha
Torakusu Yamaha (山葉 寅楠 - Kii, 20 de abril de 1851 – 8 de agosto de 1916) fue un empresario japonés.
Era el tercer hijo del samurai Konosuke Yamaha, a los 30 años, después de haber sido aprendiz en una fábrica de relojes, pasó a trabajar en una tienda de equipamientos médicos en Osaka, aprendiendo con mucha rapidez como lidiar con aparatos. Dos años después, fue mandado a realizar reparaciones en los equipos del hospital de Hamamatsu, región que escogió para vivir, contando siempre con su experiencia de mecánico y conocimiento de máquinas. Su reputación creció cuando, en 1887, fue llamado para reparar el órgano que estaba instalado en una escuela, en la cual esquina y música formaban parte del currículo escolar. 
En marzo de 1888, cuando estaba con 37 años de edad, hubo reconocido su esfuerzo al construir un órgano que, además de obtener certificado, fue comparado a los mejores fabricados fuera de Japón. Comenzaron a llegar pedidos de diversos locales, inclusive del ayuntamiento de Shizuoka (local de la actual sede de la Yamaha de Japón).

## Yamaha
Torakusu Yamaha , en Japón creó la empresa Yamaha Corporation comenzando a producir instrumentos musicales en el año 1887. En el año 1927 una persona asume la tercera presidencia de Yamaha el hijo de esa persona asume la cuarta presidencia convirtiéndola en el principal fabricante de pianos en todo el mundo, Yamaha pasó de producir pianos a motos Yamaha utilizó su experiencia en tratamientos de componentes de los pianos para producir los componentes metálicos de las motos.